# 恋のおもかげ (アルバム)
『恋のおもかげ』（こいのおもかげ）は、1975年6月25日に発売されたアン・ルイスの3枚目のスタジオ・アルバム。発売元はビクターレコード。規格品番は、LP: GX-1003。

## 概要
本アルバムと同タイトルの先行シングル「恋のおもかげ」を収録したアルバム。これまでのアルバムは全てカバー曲集やベスト盤的な内容のものだったが、本作は12曲中10曲が新曲となっており、これが初めての純粋なオリジナル・アルバムと言える内容になっている。
2018年3月7日には、発売からおよそ43年の年月を経て初のCD化が紙ジャケット仕様で実現された。品番はVICL-64960。

## 収録曲

### LP
| #         | タイトル               | 作詞         | 作曲       | 編曲       | 時間  |
| --------- | ---------------------- | ------------ | ---------- | ---------- | ----- |
| 1.        | 「恋のおもかげ」       | さいとう大三 | 馬飼野俊一 | 馬飼野俊一 | 3:41  |
| 2.        | 「優しくしないで」     | 山上路夫     | 穂口雄右   | 穂口雄右   | 3:51  |
| 3.        | 「泣きません」         | 山上路夫     | 加瀬邦彦   | 萩田光雄   | 3:42  |
| 4.        | 「別れの時間」         | 安井かずみ   | 川口真     | 川口真     | 3:18  |
| 5.        | 「可愛い女」           | 岡田冨美子   | 森田公一   | 竜崎孝路   | 2:58  |
| 6.        | 「赤いスポーツ・カー」 | 山上路夫     | 穂口雄右   | 穂口雄右   | 3:51  |
| 合計時間: | 合計時間:              | 合計時間:    | 合計時間:  | 合計時間:  | 21:21 |

| #         | タイトル           | 作詞         | 作曲       | 編曲       | 時間  |
| --------- | ------------------ | ------------ | ---------- | ---------- | ----- |
| 1.        | 「恋のうずまき」   | 安井かずみ   | 川口真     | 川口真     | 2:45  |
| 2.        | 「桜貝の歌」       | 岡田冨美子   | 森田公一   | 竜崎孝路   | 3:48  |
| 3.        | 「あなたの香り」   | 山上路夫     | 平尾昌晃   | 竜崎孝路   | 3:10  |
| 4.        | 「夏が来るまでに」 | なかにし礼   | 加瀬邦彦   | 萩田光雄   | 5:12  |
| 5.        | 「気まぐれな私」   | さいとう大三 | 馬飼野俊一 | 馬飼野俊一 | 3:08  |
| 6.        | 「砂の城」         | なかにし礼   | 平尾昌晃   | 竜崎孝路   | 2:56  |
| 合計時間: | 合計時間:          | 合計時間:    | 合計時間:  | 合計時間:  | 20:59 |

### CD
| #         | タイトル               | 作詞         | 作曲       | 編曲       | 時間  |
| --------- | ---------------------- | ------------ | ---------- | ---------- | ----- |
| 1.        | 「恋のおもかげ」       | さいとう大三 | 馬飼野俊一 | 馬飼野俊一 | 3:41  |
| 2.        | 「優しくしないで」     | 山上路夫     | 穂口雄右   | 穂口雄右   | 3:51  |
| 3.        | 「泣きません」         | 山上路夫     | 加瀬邦彦   | 萩田光雄   | 3:42  |
| 4.        | 「別れの時間」         | 安井かずみ   | 川口真     | 川口真     | 3:18  |
| 5.        | 「可愛い女」           | 岡田冨美子   | 森田公一   | 竜崎孝路   | 2:58  |
| 6.        | 「赤いスポーツ・カー」 | 山上路夫     | 穂口雄右   | 穂口雄右   | 3:51  |
| 7.        | 「恋のうずまき」       | 安井かずみ   | 川口真     | 川口真     | 2:45  |
| 8.        | 「桜貝の歌」           | 岡田冨美子   | 森田公一   | 竜崎孝路   | 3:48  |
| 9.        | 「あなたの香り」       | 山上路夫     | 平尾昌晃   | 竜崎孝路   | 3:10  |
| 10.       | 「夏が来るまでに」     | なかにし礼   | 加瀬邦彦   | 萩田光雄   | 5:12  |
| 11.       | 「気まぐれな私」       | さいとう大三 | 馬飼野俊一 | 馬飼野俊一 | 3:08  |
| 12.       | 「砂の城」             | なかにし礼   | 平尾昌晃   | 竜崎孝路   | 2:56  |
| 合計時間: | 合計時間:              | 合計時間:    | 合計時間:  | 合計時間:  | 42:25 |

### 曲解説
「恋のおもかげ」
9枚目のシングルA面曲。
「気まぐれな私」
シングル「恋のおもかげ」B面曲。

## 参考資料
- アン・ルイス、初期アルバム7作品が紙ジャケ仕様で復刻  –  音楽ナタリー
- アン・ルイス　1972～1977年に発売した初期アルバム全7枚を初復刻！  –  うたまっぷNEWS
- アン・ルイス、1972～1977年にリリースした初期アルバム6作を配信開始  – OKMUSiC